# Colbond
Colbond is onderdeel geweest van het voormalige Acordis. Acordis was een grote producent van industriële en textiele vezels, membranen en andere (industriële)producten. Met vezels voor industriële toepassingen zoals: polyester-, polyamide- en rayongarens. Acordis was de vezeldivisie van AkzoNobel en ontstaan uit de overname van Courtaulds in 1998 en de vezeldivisie van AkzoFibres. In 2000 heeft business unit Colbond zich losgemaakt van Acordis en ging het zelfstandig verder met een zelfstandige raad van bestuur. In (2007) is Colbond overgenomen door Low & Bonar en maakt onderdeel uit van haar technische textielen tak.
Colbond maakt high performance non-wovens, op basis van polyester. De producten vinden aftrek in de: 
- flooring (vloerbedekking, tapijten)
- automotive (autotapijten)
- construction (dakbedekking)
- en geosynthetics (dijkverstevigingen, enz)